# Contea di Young
La contea di Young, in inglese Young County, è una contea dello Stato del Texas, negli Stati Uniti. La popolazione al censimento del 2000 era di 17 943 abitanti. Il capoluogo di contea è Graham.